# De väckta

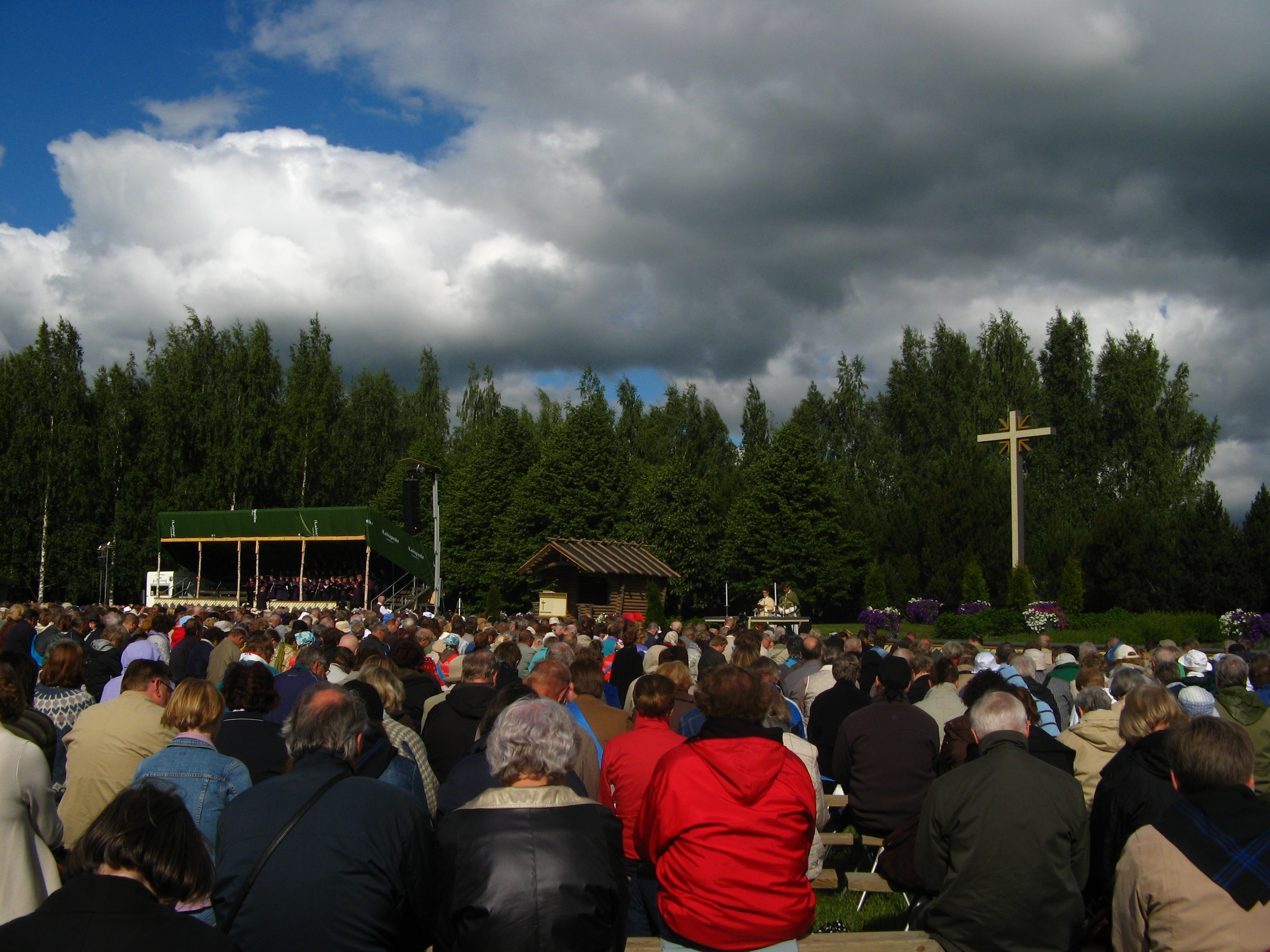
Herattajajuhlat i Seinäjoki 2009.

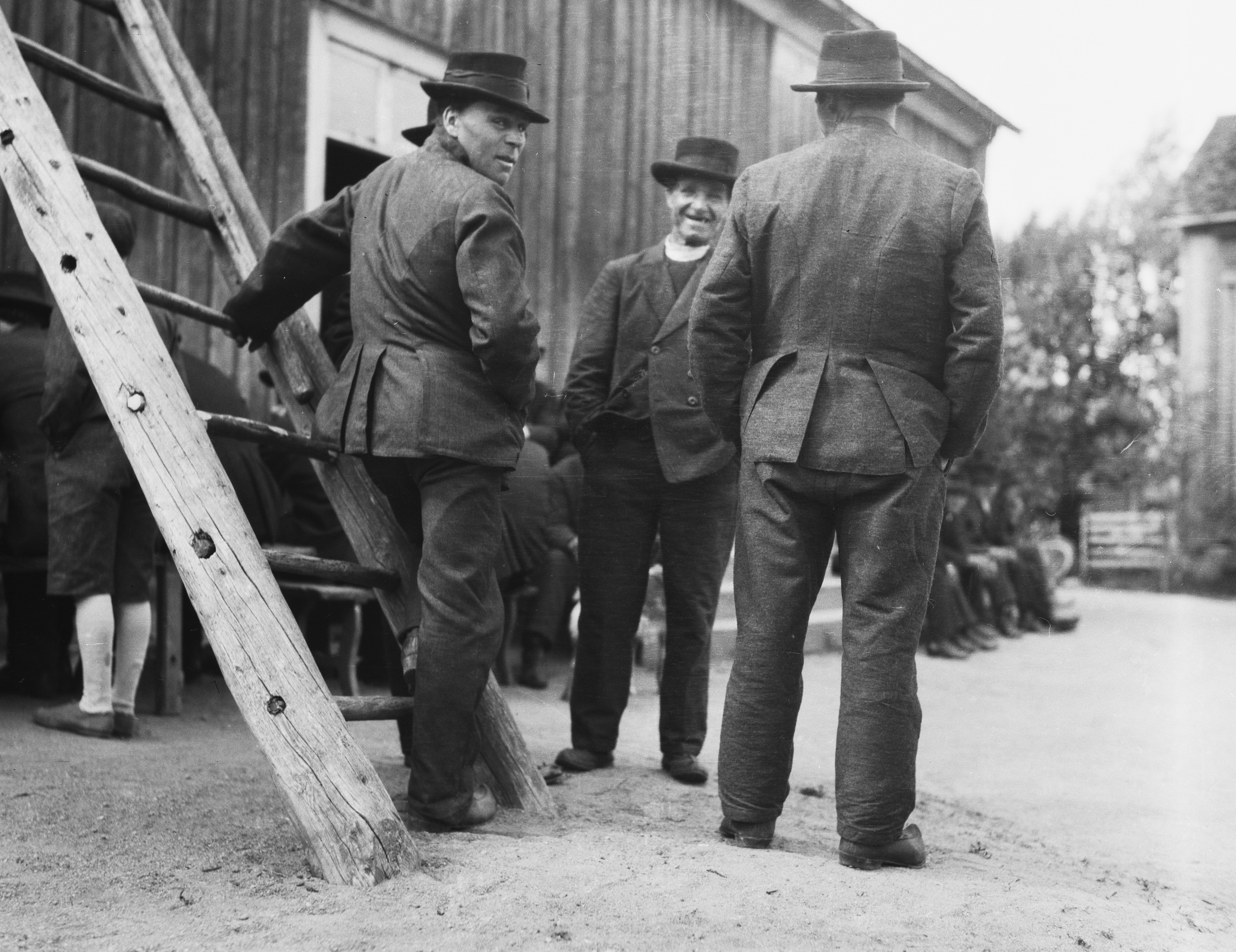
Skörtdräkt 1930.

De väckta eller körttiläisyys är en luthersk religiös rörelse i Finland som fann först anhängare i provinserna Savolax och Österbotten. Småningom har rörelsen spridit ut  till flera provinser i landet.  Rörelsens ursprung är på 1700-talet från Paavo Ruotsalainen. Den har fungerat inom den evangelisk-lutherska kyrkan i Finland under hela dess existens. Rörelsen, som tidigare var mycket pietistisk, anses för närvarande befinna sig inom den traditionella finska lutherdomen. 
De väckta räknas som den liberalaste av kyrkans väckelserörelser. Organisationen är minimal, det finns ingen instans som ens kunde formulera några krav på hur en kristen människa ska leva.
Benämningen körttiläiset (skörtister) kommer ursprungligen från den skörtdräkt de väckta använde ända fram till 1940-talet.
De väckta har årligen en sommarfest (herättäjäjuhlat) med ca. 20 000 deltagare. Årets 2024 sommarfest höll plats i Vasa. Som första gången fanns det även svenskt festprogram. Festens motto var ”Purjeisiini tuulta anna - Ge vind i seglen”.